# Lista de eventos especiais da All Elite Wrestling

A maioria dos eventos especiais da AEW ocorrem nos programas semanais Dynamite, Rampage e Collision.

Esta é uma lista de eventos especiais da All Elite Wrestling (AEW), que inclui principalmente especiais de televisão, como episódios especiais dos principais programas semanais de televisão da promoção, Wednesday Night Dynamite, Friday Night Rampage e Saturday Collision. A partir de meados de março de 2020, os eventos da AEW foram realizados no Daily's Place em Jacksonville, Flórida, devido à pandemia de COVID-19, até que a promoção retomou a turnê ao vivo em julho de 2021.

## Especiais

### 2019
| Evento               | Data                | Localização            | Local         | Audiência presente | Evento principal                                                                         | Ref               |
| -------------------- | ------------------- | ---------------------- | ------------- | ------------------ | ---------------------------------------------------------------------------------------- | ----------------- |
| Fyter Fest           | 29 de junho de 2019 | Daytona Beach, Flórida | Ocean Center  | 4.200              | Jon Moxley vs. Joey Janela em uma luta não sancionada                                    | [ 3 ] [ 4 ]       |
| Fight for the Fallen | 13 de julho de 2019 | Jacksonville, Flórida  | Daily's Place | 5.000              | The Young Bucks (Matt Jackson e Nick Jackson) vs. The Brotherhood (Cody e Dustin Rhodes) | [ 6 ] [ 7 ] [ 8 ] |

Notas
- Fyter Fest e Fight for the Fallen foram eventos especiais que foram ao ar gratuitamente no serviço de streaming B/R Live nos Estados Unidos. Internacionalmente, os eventos foram disponibilizados via pay-per-view.

### 2020
| Evento                         | Data                                               | Localização           | Local         | Evento principal | Ref                         |
| ------------------------------ | -------------------------------------------------- | --------------------- | ------------- | --- | --------------------------- |
| Homecoming                     | 1º de janeiro de 2020                              | Jacksonville, Flórida | Daily's Place | The Elite (Kenny Omega, Matt Jackson, e Nick Jackson) vs. Death Triangle (Pac, Pentagón Jr., e Rey Fénix)                               | [ 9 ] [ 10 ] [ 11 ]         |
| Bash at the Beach              | 15 de janeiro de 2020                              | Coral Gables, Florida | Watsco Center | Pac vs. Darby Allin | [ 12 ] [ 13 ] [ 14 ]        |
| Fyter Fest                     | 1º de julho de 2020                                | Jacksonville, Flórida | Daily's Place | Kenny Omega e Adam Page (c) vs. Best Friends (Chuck Taylor e Trent) pelos AEW World Tag Team Championship                               | [ 15 ] [ 16 ] [ 17 ] [ 18 ] |
| Fyter Fest                     | 2 de julho de 2020 (exibido em 8 de julho)         | Jacksonville, Flórida | Daily's Place | Chris Jericho vs. Orange Cassidy | [ 15 ] [ 16 ] [ 17 ] [ 18 ] |
| Fight for the Fallen           | 15 de julho de 2020                                | Jacksonville, Flórida | Daily's Place | Jon Moxley (c) vs. Brian Cage pelo AEW World Championship                                                                               | [ 19 ] [ 20 ] [ 21 ]        |
| Winter Is Coming               | 2 de dezembro de 2020                              | Jacksonville, Flórida | Daily's Place | Jon Moxley (c) vs. Kenny Omega pelo AEW World Championship                                                                              | [ 22 ] [ 23 ] [ 24 ]        |
| Holiday Bash                   | 17 de dezembro de 2020 (exibido em 23 de dezembro) | Jacksonville, Flórida | Daily's Place | The Young Bucks (Matt Jackson e Nick Jackson) (c) vs. The Acclaimed (Anthony Bowens e Max Caster) pelos AEW World Tag Team Championship | [ 25 ] [ 26 ]               |
| Brodie Lee Celebration of Life | 30 de dezembro de 2020                             | Jacksonville, Flórida | Daily's Place | Cody Rhodes, Orange Cassidy, e Preston "10" Vance vs. Team Taz (Brian Cage, Ricky Starks, e Powerhouse Hobbs)                           | [ 27 ] [ 28 ] [ 29 ]        |